# مایکل ندری
مایکل ندری (انگلیسی: Michaël N'dri؛ زادهٔ ۱ نوامبر ۱۹۸۴) بازیکن فوتبال اهل فرانسه است.
از باشگاه‌هایی که در آن بازی کرده‌است می‌توان به باشگاه ورزشی السیلیه، باشگاه فوتبال رویال شارلوا، باشگاه فوتبال الشعب امارات، باشگاه فوتبال الاتحاد کلبا، باشگاه فرهنگی ورزشی دبی، و باشگاه فوتبال موانگتونگ یونایتد اشاره کرد.